# Sr. Ávila
Sr. Ávila is een Mexicaanse misdaadserie van HBO Latinoamérica. De serie begon begin 2013 met 13 afleveringen en in 2014 volgde een tweede seizoen met 10 afleveringen. Het derde seizoen van wederom 10 afleveringen werd in 2016 uitgezonden.

## Plot
De serie volgt Sr. Ávila, gespeeld door Tony Dalton, die overdag een saaie baan als verzekeringsagent heeft maar daarnaast werkzaam is als huurmoordenaar. Ook in zijn gezinsleven heeft hij de nodige uitdagingen.

## Rolverdeling
- Tony Dalton - Sr. Ávila
- Nailea Norvind - María Ávila
- Carlos Aragón - Iván
- Adrian Alonso - Emiliano Ávila
- Rebecca Jones - Dra. Mola
- Jorge Caballero - Ismael
- Margarita Muñoz - Maggie
- Fernando Becerril - Sr. Moreira
- Camila Selser - Ana
- Juan Carlos Vives - Rogelio
- Francisco De La Reguera - Detective
- Verónica Falcón - Moeder van Ismael
- Ari Brickman - El Croata
- Fernando Gaviria - Bermúdez
- Araceli Aguilar - Amanda
- Manuel Sevilla - Benito
- Hernán Mendoza - Ybarra
- Sofía Sisniega - Luna